# Nielsen Online
Nielsen Online, é um serviço do conglomerado The Nielsen Company, que prevê a medição e análise de audiências online, publicidade, vídeo, mídia gerada pelo consumidor, de boca em boca, o comércio e o comportamento do consumidor.